# Eurovision Song Contest 1985
Il trentesimo Gran Premio Eurovisione della Canzone si tenne a Göteborg (Svezia) il 4 maggio 1985.

## Storia
I Paesi Bassi, a causa di una festività nazionale, non parteciparono al concorso del 1985; anche la Iugoslavia si ritirò. Grecia e Israele, però, rientrarono lasciando il numero di paesi partecipanti a 19. Questa edizione del “Gran Premio dell'Eurovisione” fu davvero innovativa con 10 000 posti a sedere per il pubblico e una scenografia moderna ed elegante. Dopo molti ultimi posti ci fu finalmente un po' di fortuna per la Norvegia: la canzone La det swinge, interpretata dal duo Bobbysocks, vinse infatti il concorso. Il duo era composto da Elisabeth Andreasson (che aveva già partecipato per la Svezia nel 1982 con il gruppo Chips) e Hanne Krogh (Norvegia 1971); entrambe ritorneranno all'ESC negli anni a seguire, la prima nel 1994 e 1996, la seconda, nel 1991. Fra i partecipanti troviamo l'ex vincitore Izhar Cohen. La manifestazione fu presentata dall'ex partecipante svedese Lill Lindfors che sorprese il pubblico e l'EBU, con un'esibizione in cui sembrava si fosse persa la gonna; in realtà la gag fu preparata. Al Bano e Romina Power ritornano all'Eurofestival e, ancora una volta, si piazzano al settimo posto con il brano Magic, oh magic.

## Stati partecipanti

Stati partecipanti
Paesi che hanno partecipato in passato ma non nel 1985

Stati partecipanti
     Paesi che hanno partecipato in passato ma non nel 1985
| Stato                  | Artista                                      | Brano                        | Lingua     | Processo di selezione                      |
| ---------------------- | -------------------------------------------- | ---------------------------- | ---------- | ------------------------------------------ |
| Austria                | Gary Lux                                     | Kinder dieser Welt           | Tedesco    | Interno                                    |
| Belgio                 | Linda Lepomme                                | Laat me nu gaan              | Olandese   | Interno, 1º aprile 1985                    |
| Cipro                  | Lia Vissi                                    | To Katalava Arga             | Greco      | Interno                                    |
| Danimarca              | Hot Eyes                                     | Sku' du spørg' fra no'en?    | Danese     | Dansk Melodi Grand Prix 1985, 9 marzo 1985 |
| Finlandia              | Sonja Lumme                                  | Eläköön elämä                | Finlandese | Euroviisukarsinta 1985, 16 febbraio 1985   |
| Francia                | Roger Bens                                   | Femme dans ses rêves aussi   | Francese   | Finale nazionale, 31 marzo 1985            |
| Germania               | Wind                                         | Für alle                     | Tedesco    | Ein Lied für Göteborg, 21 marzo 1985       |
| Grecia                 | Takis Biniaris                               | Miazoume                     | Greco      | Interno                                    |
| Irlanda                | Maria Christian                              | Wait Until the Weekend Comes | Inglese    | National Song Contest 1985, 27 marzo 1985  |
| Israele                | Izhar Cohen                                  | Olé, Olé                     | Ebraico    | Kdam Eurovision 1985, 28 marzo 1985        |
| Italia                 | Albano & Romina Power                        | Magic Oh Magic               | Italiano   | Interno                                    |
| Lussemburgo            | Margo, Olivier, Diane, Ireen, Chris & Malcom | Children, Kinder, Enfants    | Francese   | Interno                                    |
| Norvegia               | Bobbysocks                                   | La det swinge                | Norvegese  | Melodi Grand Prix 1985, 30 marzo 1985      |
| Portogallo             | Adelaide Ferreira                            | Penso em ti, eu sei          | Portoghese | Festival da Canção 1985, 7 marzo 1985      |
| Regno Unito            | Vikki                                        | Love Is                      | Inglese    | A Song For Europe 1984, 9 aprile 1985      |
| Spagna                 | Paloma San Basilio                           | La fiesta terminó            | Spagnolo   | Interno                                    |
| Svezia (organizzatore) | Kikki Danielsson                             | Bra vibrationer              | Svedese    | Melodifestivalen 1985, 2 marzo 1985        |
| Svizzera               | Mariella Farré & Pino Gasparini              | Piano, piano                 | Tedesco    | Concours Eurovision 1985, 23 febbraio 1985 |
| Turchia                | MFÖ                                          | Didai didai dai              | Turco      | Finale nazionale, 1º marzo 1985            |

### Artisti ritornanti
- Hot Eyes (Danimarca 1984)
- Izhar Cohen (Israele 1978 - il vincitore)
- Al Bano & Romina Power (Italia 1976)
- Elisabeth Andreasson dal gruppo "Bobbysocks" (Svezia 1982 - come una parte del gruppo "Chips")
- Hanne Krogh dal gruppo "Bobbysocks" (Norvegia 1971)
- Mariella Farré (Svizzera 1983)
- Pino Gasperini (Svizzera 1977 - come una parte del gruppo "Pepe Lienhard Band")
- Kikki Danielsson (Svezia 1982 - come una parte del gruppo "Chips")
- Gary Lux (Austria 1983 - come una parte del gruppo "Westend")
- Ireen Sheer (Lussemburgo 1974, Germania 1978)

## Struttura di voto
Ogni paese premia con dodici, dieci, otto e dal sette all'uno, punti per le proprie dieci canzoni preferite.

## Orchestra
Diretta dai maestri: Haris Andreadis (Cipro e Grecia), Michel Bernholc (Francia), Juan Carlos Calderón (Spagna), Jose Calvário (Portogallo), John Coleman (Regno Unito), Norbert Daum (Lussemburgo), Fio Zanotti (Italia), Terje Fjaern (Norvegia), Curt-Eric Holmquist (Belgio e Svezia), Wolfgang Käfer (Danimarca), Noel Kelehan (Irlanda), Anita Kerr (Svizzera), Garo Mafyan (Turchia), Kobi Oshrat (Israele), Richard Österreicher (Austria), Rainer Pietsch (Germania) e Ossi Runne (Finlandia).

## Classifica
| N° | Stato          | Cantante                                      | Canzone                      | Punti | Posizione |
| -- | -------------- | --------------------------------------------- | ---------------------------- | ----- | --------- |
| 01 | Irlanda        | Maria Christian                               | Wait Until the Weekend Comes | 91    | 6         |
| 02 | Finlandia      | Sonja Lumme                                   | Eläköön elämä                | 58    | 9         |
| 03 | Cipro          | Lia Vissi                                     | To katalava arga             | 15    | 16        |
| 04 | Danimarca      | Hot Eyes                                      | Sku' du spørg' fra no'en     | 41    | 11        |
| 05 | Spagna         | Paloma San Basilio                            | La fiesta terminó            | 36    | 14        |
| 06 | Francia        | Roger Bens                                    | Femme dans ses rêves aussi   | 56    | 10        |
| 07 | Turchia        | MFÖ                                           | Aşık oldum (Didai didai dai) | 36    | 14        |
| 08 | Belgio         | Linda Lepomme                                 | Laat me nu gaan              | 7     | 19        |
| 09 | Portogallo     | Adelaide                                      | Penso em ti, eu sei          | 9     | 18        |
| 10 | Germania Ovest | Wind                                          | Für alle                     | 105   | 2         |
| 11 | Israele        | Izhar Cohen                                   | Olé, olé                     | 93    | 5         |
| 12 | Italia         | Al Bano e Romina Power                        | Magic, Oh Magic              | 78    | 7         |
| 13 | Norvegia       | Bobbysocks                                    | La det swinge                | 123   | 1         |
| 14 | Regno Unito    | Vikki                                         | Love Is …                    | 100   | 4         |
| 15 | Svizzera       | Mariella Farré & Pino Gasparini               | Piano, piano                 | 39    | 12        |
| 16 | Svezia         | Kikki Danielsson                              | Bra vibrationer              | 103   | 3         |
| 17 | Austria        | Gary Lux                                      | Kinder dieser Welt           | 60    | 8         |
| 18 | Lussemburgo    | Margo, Franck, Diane, Ireen & Malcolm & Chris | Children, Kinder, Enfants    | 37    | 13        |
| 19 | Grecia         | Takis Biniaris                                | Miazume                      | 15    | 16        |

12 punti
| N. | A        | Da                                                                          |
| -- | -------- | --------------------------------------------------------------------------- |
| 8  | Norvegia | Austria, Belgio, Danimarca, Germania, Irlanda, Israele, Regno Unito, Svezia |
| 3  | Italia   | Lussemburgo, Portogallo, Spagna                                             |
| 2  | Svezia   | Finlandia, Norvegia                                                         |
| 1  | Francia  | Grecia                                                                      |
| 1  | Germania | Cipro                                                                       |
| 1  | Irlanda  | Italia                                                                      |
| 1  | Israele  | Francia                                                                     |
| 1  | Spagna   | Turchia                                                                     |
| 1  | Turchia  | Svizzera                                                                    |